# Barbara Ball
Barbara Bertha Ball (13 de junio de 1924-13 de marzo de 2011) fue una médica, política y activista social bermudeña. Fue la primera mujer médica en ejercer en Bermudas y recibió pacientes blancos y negros, un evento inusual en la década de 1950. Durante el tiempo en que la segregación se impuso rígidamente, ignoró las normas sociales y luchó activamente por los derechos civiles de los negros de las Bermudas. Se desempeñó como miembro del Parlamento de Bermudas y representó a los trabajadores negros a través de su trabajo con la Unión Industrial de Bermudas. En 1963, en una reunión de las Naciones Unidas sobre el colonialismo, hizo conocer la situación de los trabajadores negros en la isla. En 2000 fue honrada como oficial de la Orden del Imperio Británico.

## Primeros años
Barbara Bertha Ball nació el 13 de junio de 1924 en las Bermudas, hija de Jessie Alice (de soltera Clap) y Carlton Ball. Su madre era nativa de las Bermudas y su padre era un carpintero inglés que llegó a las Bermudas para trabajar en Prospect Garrison. El hermano menor de Ball, Walter, tenía una discapacidad física y más tarde se convertiría en un conocido vendedor de periódicos. Después de completar su educación secundaria en la Bermuda High School for Girls totalmente blanca, ganó una beca del gobierno para asistir a la escuela de medicina en Liverpool. En 1942, ingresó en la Universidad de Liverpool, y también estudió judo, graduándose con su título de médico siete años después.

## Carrera
Ball comenzó su carrera en Inglaterra y pasó los siguientes cinco años trabajando como médica en hospitales de Liverpool y Westmorland. En 1954 Ball regresó a Bermuda y se unió a una práctica médica existente, de la Bermuda Medical Associates (BMA). Aunque fue la tercera mujer en formarse como médica, fue la primera practicante nacida en las Bermudas. Rápidamente se hizo conocida por cuidar y brindar la misma atención a los pacientes sin importar su raza. Sus acciones hicieron que los otros médicos de la BMA le pidieran que se retirara de la práctica. Ella se retiró, alquiló un pequeño espacio de oficina en Cedar Avenue de la Catedral Católica de St. Theresa y continuó tratando a pacientes de todas las razas. Simultáneamente comenzó a impartir clases de judo por las tardes, pero después de recibir advertencias de la policía de que no podía enseñar a los bermudeños negros, formó su propio club de judo, que fue uno de los primeros centros deportivos integrados del país.
En 1959, durante el boicot al teatro de las Bermudas, Ball apoyó públicamente a los bermudeños negros en su búsqueda de la igualdad. Fue muy consciente de las dificultades que tenían muchos de sus pacientes negros para pagar el tratamiento médico y sentía que la falta de ingresos no debería afectar la salud. Al año siguiente, hablando en una reunión pública, apoyó la abolición del requisito de propiedad como un calificativo para poder votar, expresando en cambio su apoyo al sufragio universal para todos los adultos al cumplir 21 años. Su postura radical fue que la riqueza debería distribuirse equitativamente entre la sociedad. Su apoyo a los negros y los trabajadores, provocó una ruptura con su iglesia y provocó su conversión del anglicanismo al catolicismo ese mismo año.
Se unió a la Unión Industrial de las Bermudas (BIU) en 1961. La BIU se formó en 1946 para representar a la clase trabajadora, que era predominantemente negra y privada de sus derechos. Al año siguiente, se convirtió en la secretaria general de la BIU. En 1963, Ball y Walton Brown asistieron a una reunión del subcomité de las Naciones Unidas sobre el colonialismo. Allí hizo hincapié en que el racismo en el país creaba oportunidades desiguales para los negros de las Bermudas y presionó por la autodeterminación. Los representantes británicos rechazaron la idea.
Su trabajo con el sindicato hizo que fuera impopular entre los blancos que pensaban que era una «traidora a su raza». En 1964, perdió los privilegios de admisión en el King Edward VII Memorial Hospital y fue despedida como directora de coro y organista de su iglesia, St. Michael's en Paget. Al año siguiente, Ball fue amenazada con una sentencia de prisión por su participación en la huelga de la Bermuda Electrical Light Company (BELCO). Se ganó el respeto de los trabajadores clandestinos de derechos civiles durante la huelga de BELCO porque usó su habilidad con el judo para evitar la detención policial. Acusados de incitar a un motín, junto con otros seis líderes de huelga acusados, fueron juzgados en la Corte Suprema. Cuatro de los acusados fueron declarados culpables de obstrucción e incitación, mientras que Ball y el otro acusado fueron absueltos.
Bajo el liderazgo de Ball, la BIU expandió su base de trabajadores, buscando trabajadores de la construcción y trabajadores de hoteles como miembros. Después de su juicio, la afiliación sindical aumentó y la BIU se convirtió en el sindicato más grande del país. En 1968 y nuevamente en 1972, fue una candidata exitosa por el Partido Laborista Progresista (PLP), como miembro de la Cámara de la Asamblea de las Bermudas. La carrera de 1968 fue la primera elección general en Bermudas después de la aprobación de la ley de sufragio universal. Renunció como secretaria general de BIU en 1974, pero continuó negociando activamente los aumentos salariales y beneficios, como pensiones y seguros, así como licencia pagada por maternidad y enfermedad hasta 2005. En 2000 fue honrada como oficial de la Orden del Imperio Británico.

## Muerte y legado
Falleció el 13 de marzo de 2011 en el Sylvia Richardson Care Facility en St. George, Bermuda. Fue enterrada en el cementerio anglicano de St Paul en Paget el 19 de marzo de 2011, después de su funeral, al que asistieron numerosos políticos y sindicalistas destacados. Si bien es recordada como una doctora pionera en Bermudas, su legado estuvo en su lucha por los derechos civiles de los residentes negros de Bermudas. El gobierno estableció la Beca de Salud Pública Dr. Barbara Ball en su honor.
Ottiwell Simmons, con quien Ball había trabajado en BIU, publicó una biografía de la vida de Ball, Our Lady of Labor en 2010.